# Köztársasági gárda (Franciaország)

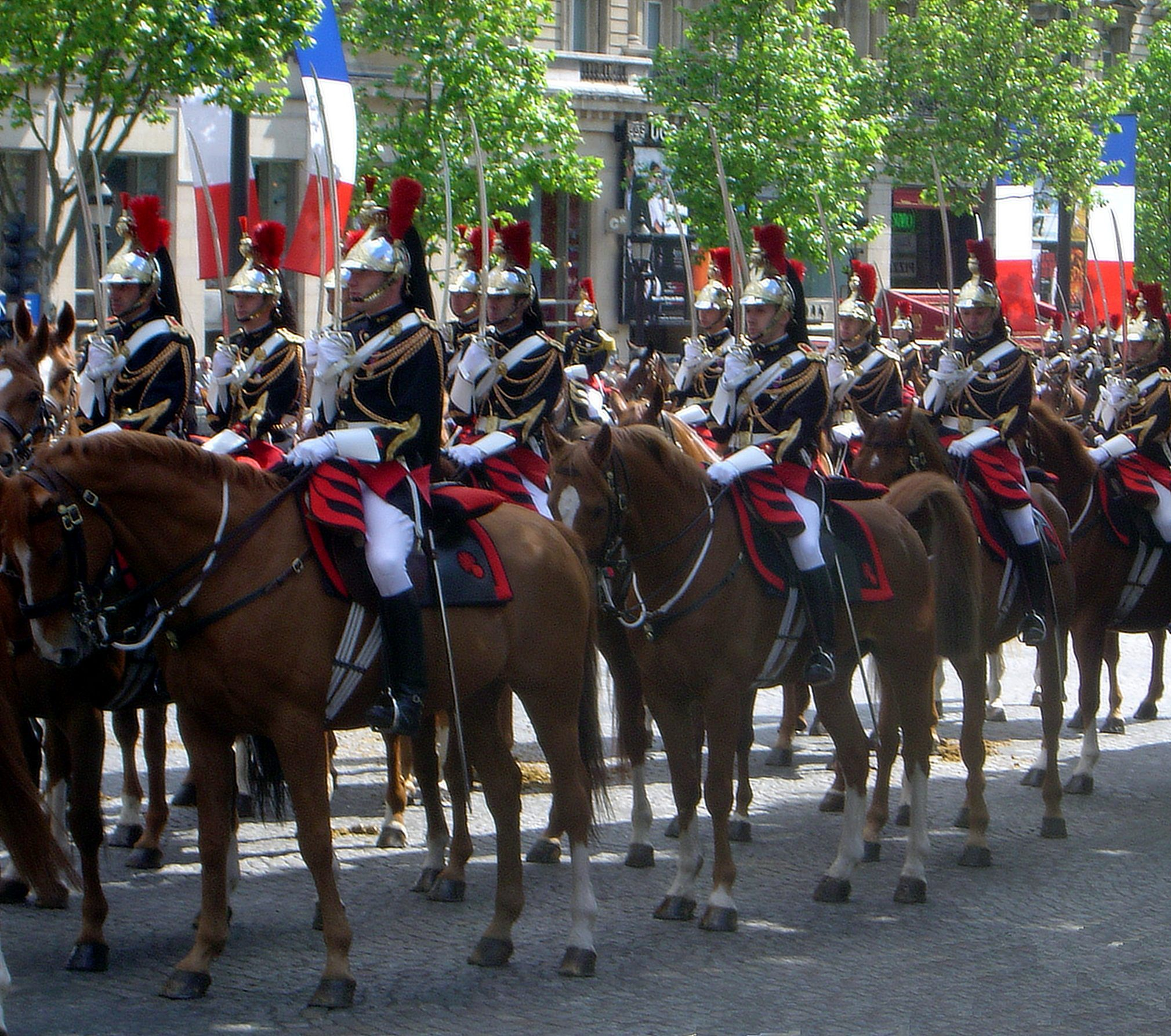

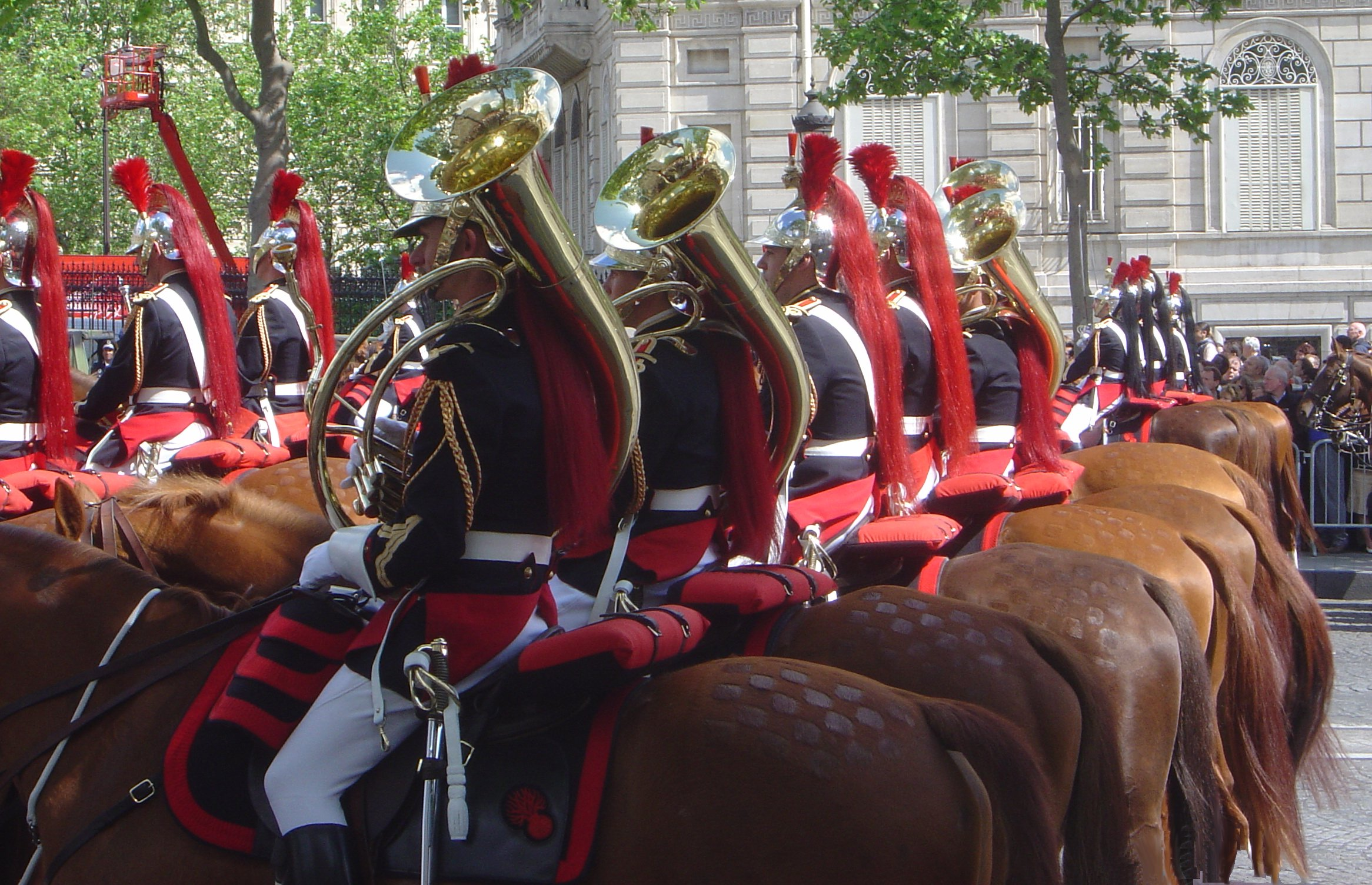

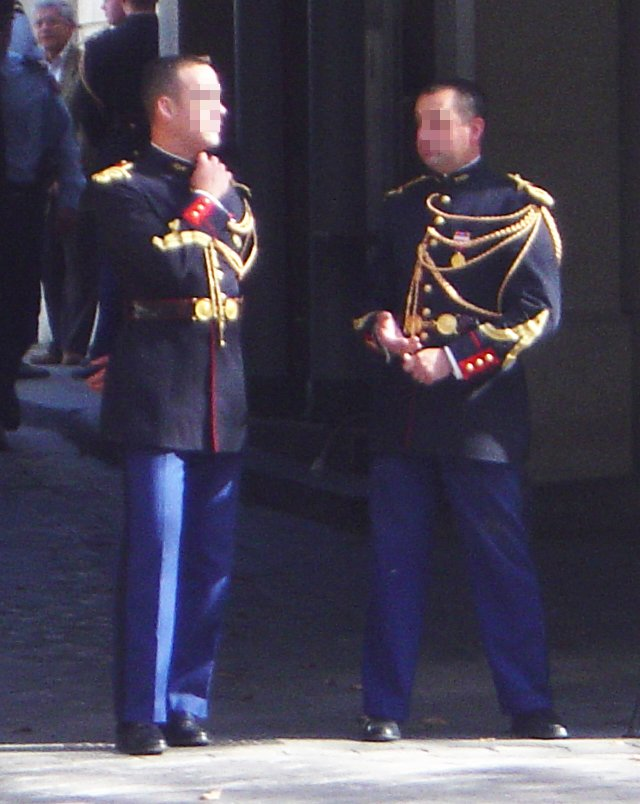

A köztársasági gárda (franciául: Garde républicaine) Franciaországban a nemzeti csendőrség, amely az állami díszőrségért felel és biztonsági feladatokat lát el Párizs körzetében.  
Feladatai többek közt:
- Fontos közintézmények védelme, mint amilyen az Élysée-palota (a köztársasági elnök rezidenciája), az Hôtel Matignon (a miniszterelnök rezidenciája), a Luxembourg-palota (a Szenátus székhelye), a Bourbon-palota (a nemzetgyűlés székhelye) és az igazságügyi palota, és általában a közrend védelme Párizsban.
- Dísz- és biztonsági szolgálat a rangos francia személyeknek és külföldi vendégeknek.
- Ceremóniák és díszőrség az elesett katonák tiszteletére.
- Más rendvédelmi szervek (mint a SWAT) támogatása
- Lovas őrjáratok biztosítása, különösen az Île-de-France régió erdeiben.

## Galéria

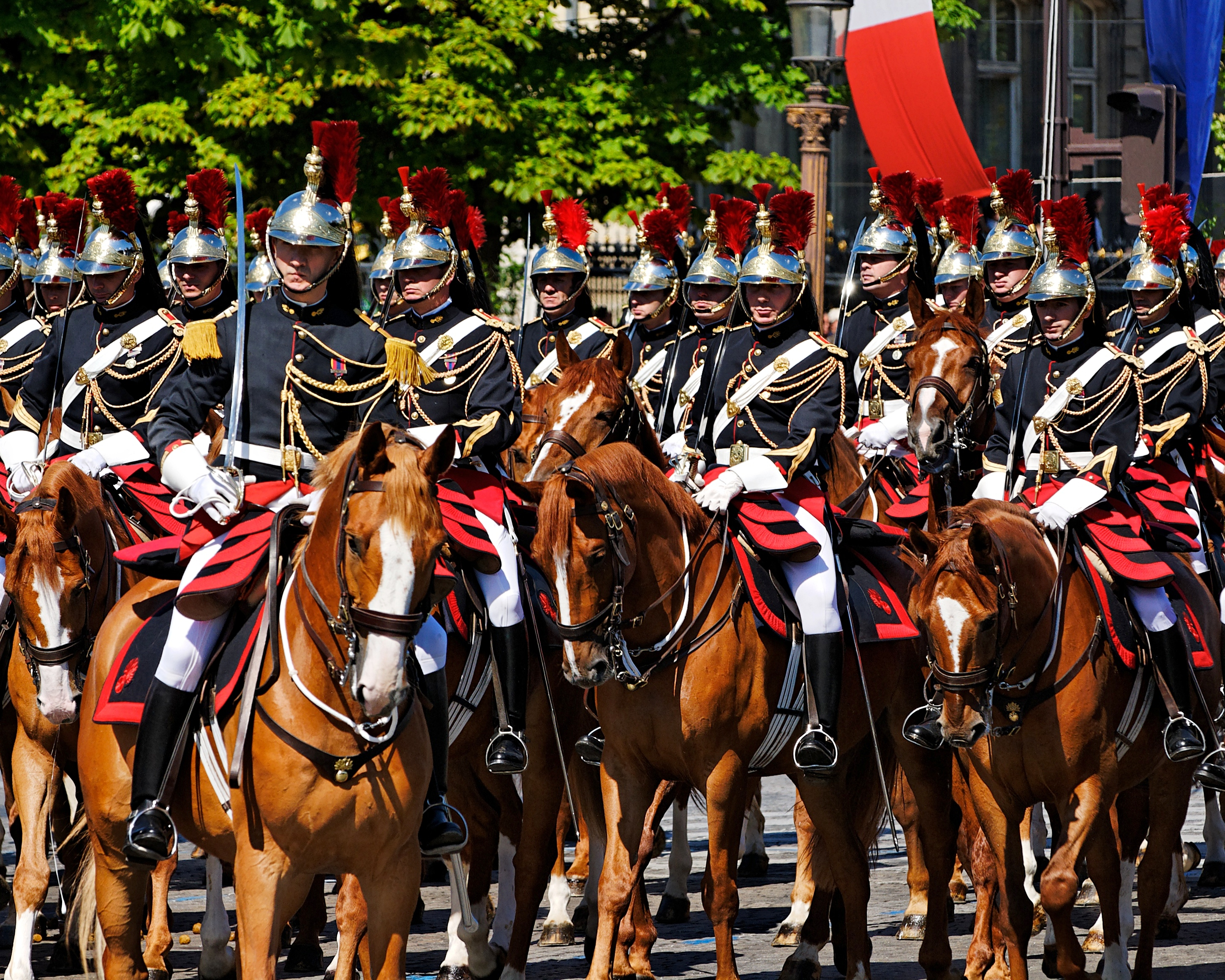
Lovasság  - a 2008-as Bastille napi ünnepségeken
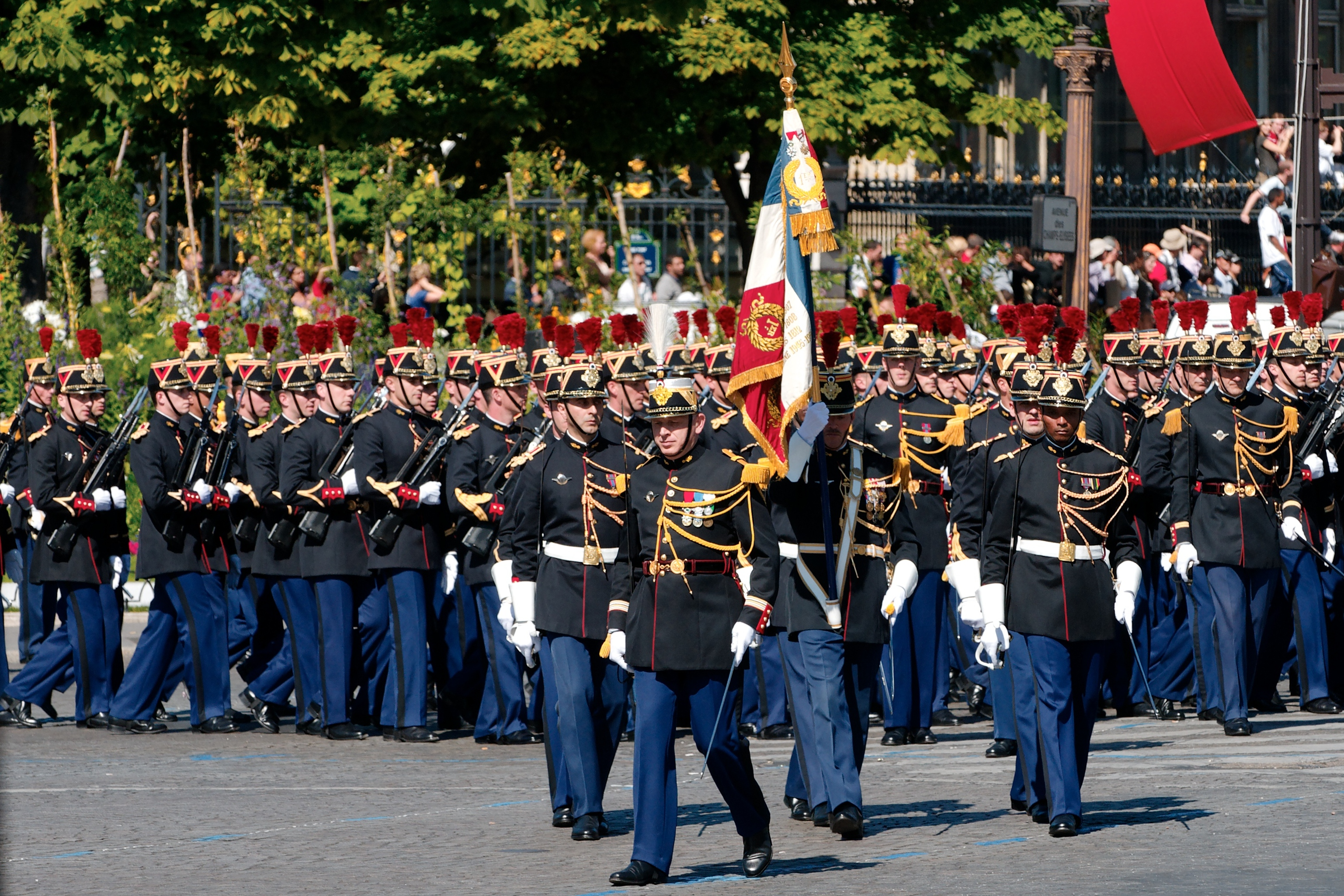
A gárda 1. gyalogezrede a Bastille napi ünnepségeken
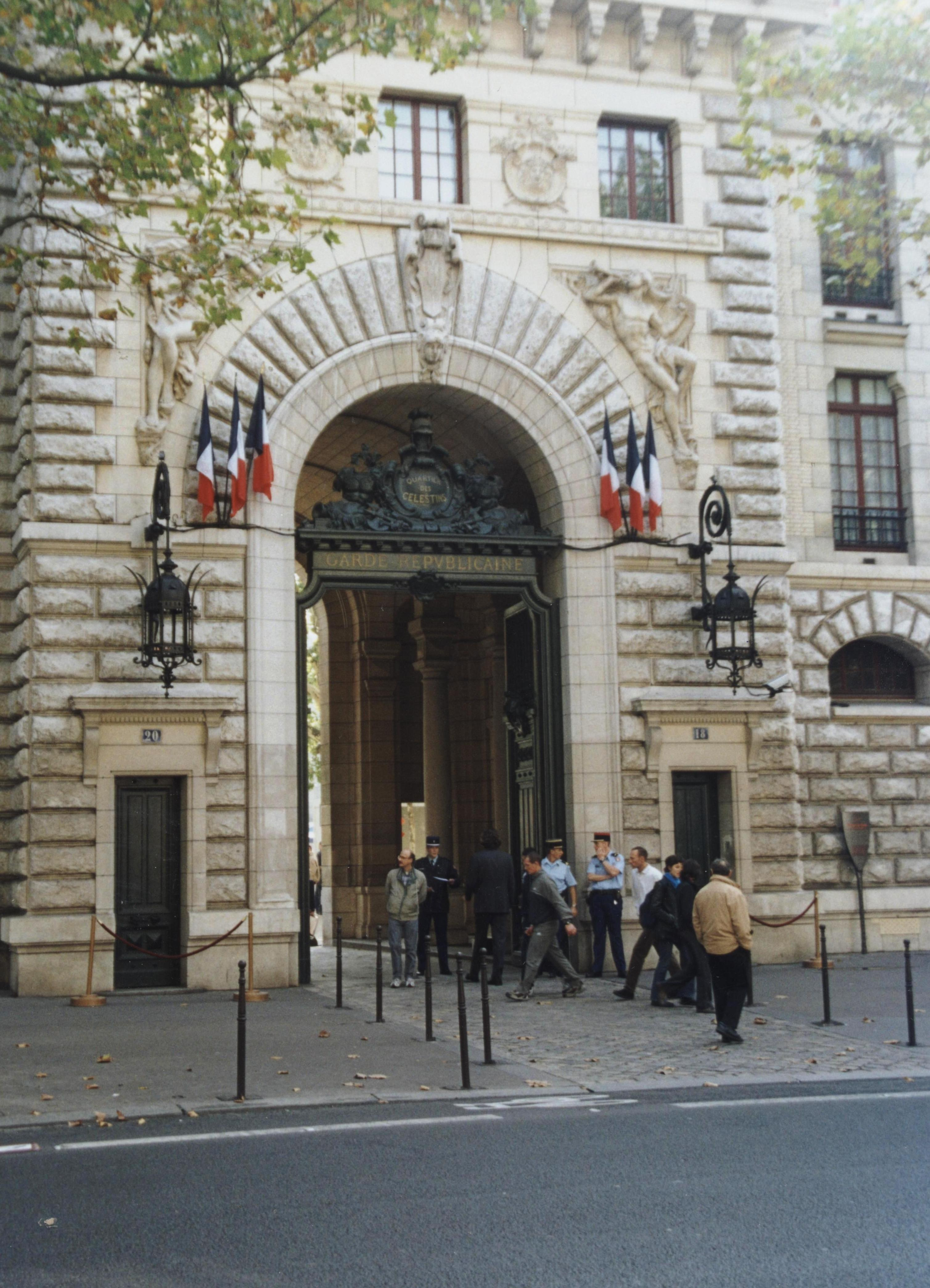
A Célestins kaszárnya
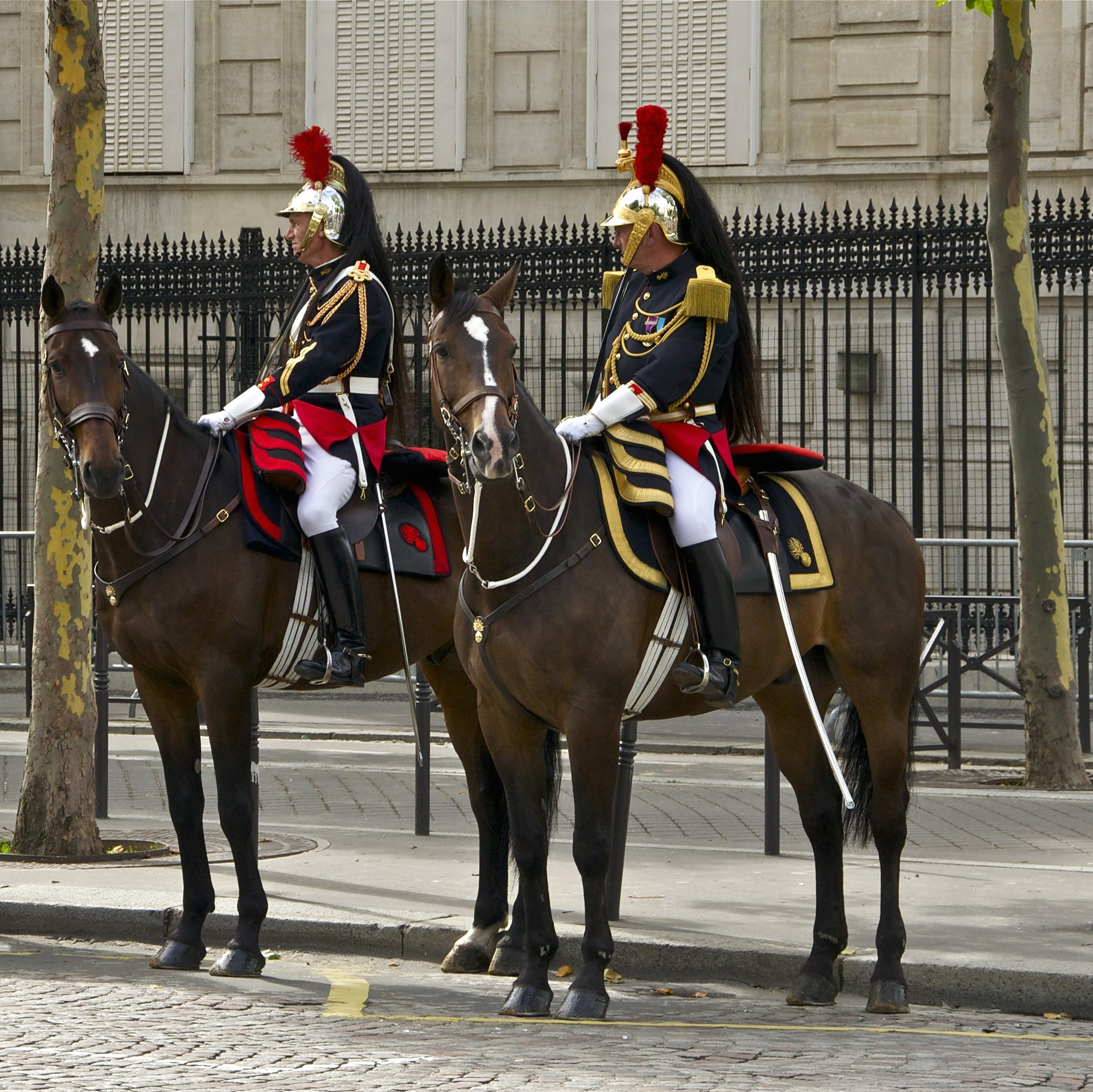
Gárdista (balra) és tiszt (jobbra)
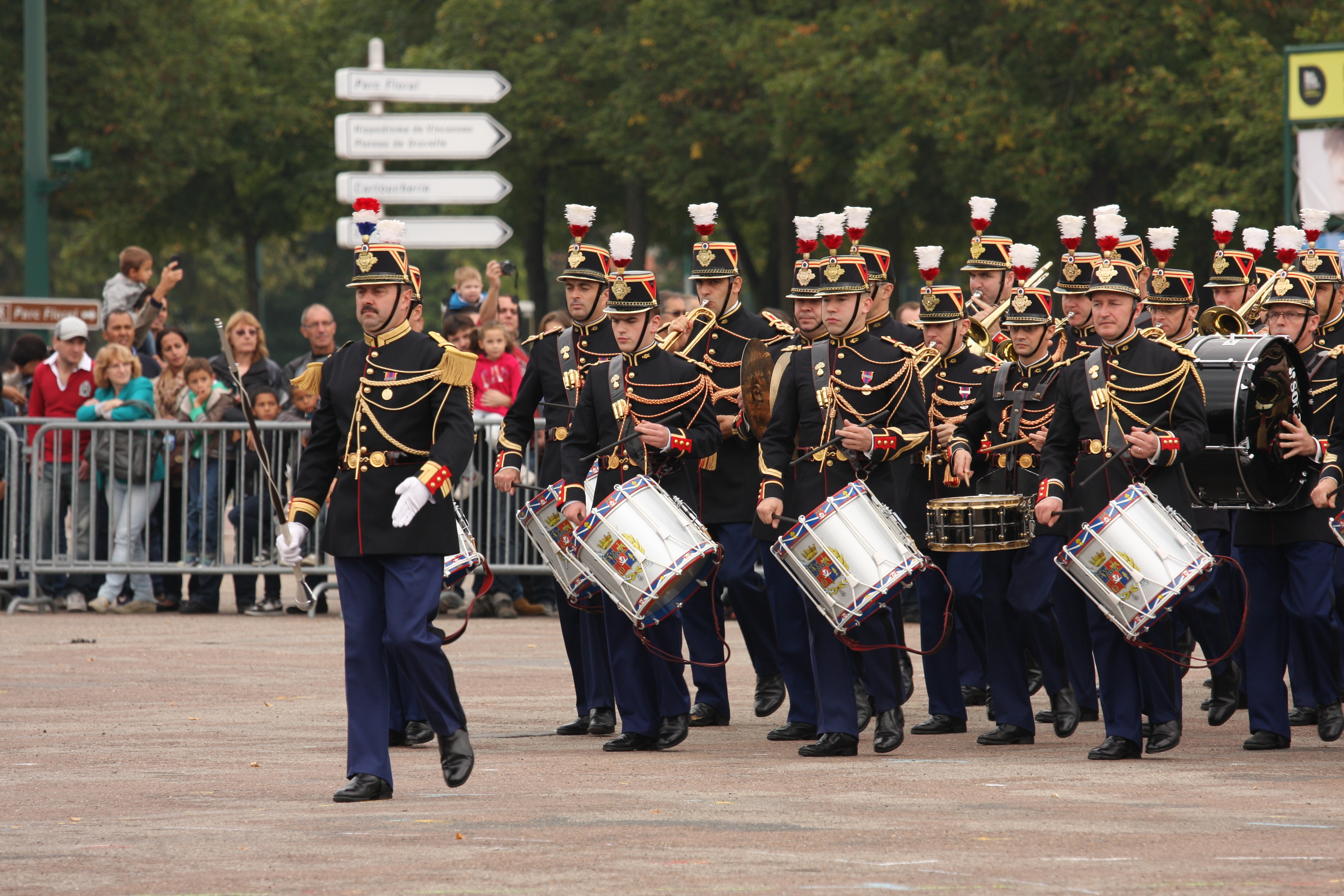

## Külső hivatkozás
- Honlapja

## Fordítás
Ez a szócikk részben vagy egészben  a   Republican Guard (France) című angol Wikipédia-szócikk Guard (France) ezen változatának fordításán alapul.  Az eredeti cikk szerkesztőit annak laptörténete sorolja fel. Ez a jelzés csupán a megfogalmazás eredetét és a szerzői jogokat jelzi, nem szolgál a cikkben szereplő információk forrásmegjelöléseként.